# Heidesee (Halbe)
Der Heidesee ist ein 56,15 Hektar großes Gewässer auf der Gemarkung der Gemeinde Halbe im Landkreis Dahme-Spreewald in Brandenburg.

## Lage
Der See befindet sich nordwestlich des Gemeindezentrums. Die Bahnstrecke Berlin–Görlitz führt von Nordwesten kommend in südöstlicher Richtung nordöstlich am See vorbei. Östlich der Bahnstrecke befindet sich der Karosseriesee. Südwestlich des Heidesees befindet sich ein weiteres Gewässer, das in nicht-amtlichen Karten als Klichs Loch bezeichnet wird. Ein unbenannter Abfluss am nordöstlichen Ufer führt im Südwesten in den Heidesee. Am nordöstlichen Ufer des Heidesees wiederum befindet sich ein Abfluss, der sich wenige Meter nordöstlich der Bahnstrecke mit einem Abfluss aus dem Karosseriesee vereint und als Löptener Hauptgraben über weitere Seen schließlich in die Dahme entwässert.

## Geschichte
Der See ist künstlichen Ursprungs und wurde – wie auch zahlreiche Seen in der Umgebung – als Tonstich genutzt. Ab 1817 wurde auf der Fläche des heutigen Tonsees mit dem Abbau von Ton begonnen und 1912 nach einem plötzlichen Wassereinbruch eingestellt. Der Abbau wurde aufgegeben und das Loch füllte sich mit Grundwasser. Taucher fanden auf dem Grund des Sees neben Gleisen, Güterloren auch die Reste eines ehemals zweigeschossigen Gebäudes sowie ein hölzernes Maschinenhäuschen.

## Zustand und Nutzung
Am Südostufer des Heidesees befindet sich eine Badestelle, die vom Land Brandenburg überwacht wird. Die Gewässerqualität wurde in den vier zurückliegenden Badesaisons als ausgezeichnet bezeichnet (Stand: Februar 2025). Als grundwassergespeister See ist auch der Heidesee ein klares, nährstoffarmes Gewässer, dessen wenige Nährstoffe durch das tonige Substrat gebunden werden. Im Sommer kann sich so eine stabile Temperaturschichtung ausbilden. Nährstoffe, die eingetragen werden, sinken so nach unten und können nicht von Plankton zum Wachstum genutzt werden. Hierdurch bleibt das Wasser sehr klar bei Sichttiefen von über zwei Metern über die gesamte Saison. Im See gedeihen das Spiegelnde Leichtkraut sowie das Hornblatt.
Neben der Badestelle wird der See für den Tauch- und Angelsport genutzt. Im Gewässer wurden Barsche, Karpfen, Rotfeder, Brassen und zwei weitere Arten nachgewiesen.